# Georgios Printezis
Georgios "Giorgos" Printezis (griechisch Γεώργιος "Γιώργος" Πρίντεζης; * 22. Februar 1985 in Athen) ist ein ehemaliger griechischer Basketballspieler, der bei einer Körpergröße von 2,06 m auf der Position des Power Forwards spielte.

## Karriere
|         |        |                   |  |  |
| Saison  | Punkte | Team              |  |  |
| 2002/03 | 021    | Olympiakos        |  |  |
| 2003/04 | 012    | Olympiakos        |  |  |
| 2004/05 | 06     | Olympiakos        |  |  |
| 2005/06 | 143    | Olympiakos        |  |  |
| 2006/07 | 299    | Olympia Larisa    |  |  |
| 2007/08 | 308    | Olympiakos        |  |  |
| 2008/09 | 289    | Olympiakos        |  |  |
| 2009/10 | 0-     | Málaga            |  |  |
| 2010/11 | 044    | Málaga/Olympiakos |  |  |
| 2011/12 | 427    | Olympiakos        |  |  |
| 2012/13 | 410    | Olympiakos        |  |  |
| 2013/14 | 349    | Olympiakos        |  |  |
| 2014/15 | 265    | Olympiakos        |  |  |
| 2015/16 | 243    | Olympiakos        |  |  |
| 2016/17 | 281    | Olympiakos        |  |  |
| 2017/18 | 221    | Olympiakos        |  |  |
| 2018/19 | 208    | Olympiakos        |  |  |

Im Sommer 2000 wechselte der damals 15-jährige Giorgos Printezis vom Astera Agiou Dimitriou (Αστέρα Αγίου Δημητρίου) in die Jugendabteilung des Olympiakos. Zur Saison 2002/03 wurde er dann in den A-Kader berufen. In derselben Saison debütierte er auch in der EuroLeague, dem höchstdotierten europäischen Wettbewerb für Vereinsmannschaften. Seine erste nennenswerte Saison spielte er zur Saison 2005/06. In jener Saison kam er zu 23 Einsätzen und hatte sich 143 Punkte und 70 Rebounds erspielen können. Bereits in der Folgesaison wurde er für mehr Spielpraxis an den damaligen Ligakonkurrenten Olympia Larisa verliehen, bevor er dann 2009 für zwei Ligaspielzeiten zum CB Málaga wechseln sollte. Danach kehrte er zurück in die A1 Ethniki und schloss sich erneut dem Olympiakos an. Mit Piräus gewann er 2012 und 2013 jeweils die EuroLeague, wobei er 2012 in den Schlusssekunden des Finals gegen ZSKA Moskau den entscheidenden Korb erzielte.
Im Spiel gegen Aris Saloniki warf sich Printezis am 17. Spieltag der Saison 2017/18  mit seinem insgesamt 2913. Punkt im Jersey von Olympiakos zu dessen erfolgreichsten Korbjäger in der Basket League.
Printezis wird außerdem regelmäßig in die griechische Nationalmannschaft berufen. Er nahm an den Olympischen Sommerspielen 2008, den Europameisterschaften 2009, 2013 und 2015 sowie den Weltmeisterschaften 2010 und 2014 teil.
Am 17. Juni 2022 gewann er die vierte Meisterschaft seiner Karriere, nachdem Olympiacos Panathinaikos in der Finalserie mit 3:0 besiegt hatte. Unmittelbar nach dem Ende der Meisterschaft gab er im Alter von 37 Jahren und nach einer 21-jährigen Profikarriere seinen Rücktritt vom Basketball bekannt.

## Erfolge
| - Griechischer Meister: 2012, 2015, 2016 - Griechischer Pokalsieger: 2022 - EuroLeague: 2012, 2013 - Intercontinental Cup: 2013 | - Basketball-Europameisterschaft: 2009 (Rang drei) |